# Cristian Villanueva
Cristian Villanueva Regueiro (* 29. April 1980 in Montevideo) ist ein uruguayischer Straßenradrennfahrer.
Cristian Villanueva wurde 2007 uruguayischer Meister im Straßenrennen. Im nächsten Jahr schaffte er es bei der Rundfahrt Rutas de América dreimal aufs Podium und konnte so die Gesamtwertung für sich entscheiden. Bei der Vuelta Ciclista del Uruguay wurde er einmal Etappendritter und einmal Etappenzweiter. In der Saison 2009 wurde Villanueva bei der Rutas de America einmal Etappenfünfter und einmal Etappenvierter.

## Erfolge
2007
- Uruguayischer Meister – Straßenrennen

2008
- Gesamtwertung Rutas de América